# 이하 (전한)
이하(李瑕, ? ~ 기원전 139년) 또는 이반(李班)은 전한 초기의 제후로, 개국공신 이필의 손자이다.

## 생애
문제 3년(기원전 177년), 아버지 이장의 뒤를 이어 척후(戚侯)에 봉해졌다.
건원 2년(기원전 139년)에 죽으니, 시호를 조(躁) 또는 제(齊)라 하였고 작위는 아들 이신성이 이었다.

## 출전
- 사마천, 《사기》 권18 고조공신후자연표(高祖功臣侯者年表)
- 반고, 《한서》 권16 고혜고후문공신표(高惠高后文功臣表)